# Srikalahasti
Srikalahasti es una ciudad y  municipio situada en el distrito de Chittoor en el estado de Andhra Pradesh (India). Su población es de 80056 habitantes (2011). Se encuentra a orillas del río Swarnamukhi, a 100 km de Chittoor y a 107 km de Chennai. 

## Demografía
Según el censo de 2011 la población de Srikalahasti era de 80056 habitantes, de los cuales 38995 eran hombres y 41061 eran mujeres. Srikalahasti tiene una tasa media de alfabetización del 78,66%, superior a la media estatal del 67,02%: la alfabetización masculina es del 85,15%, y la alfabetización femenina del 72,57%.